# Gyöngyös papagáj
A gyöngyös papagáj (Pyrrhura perlata) a madarak osztályának papagájalakúak (Psittaciformes) rendjébe, a papagájfélék (Psittacidae) családjába és az araformák (Arinae) alcsaládjába tartozó faj.

## Előfordulása
Bolívia és Brazília területén honos.

## Alfajai
- Pyrrhura perlata perlata
- Pyrrhura perlata anerythra
- Pyrrhura perlata coerulescens
- Pyrrhura perlata lepida – Az új rendszertan faji szinten kezeli, mint elegáns papagáj (Pyrrhura lepida)[1]

## Megjelenése
Testhossza 24 centiméter, testtömege 85-94 gramm.  

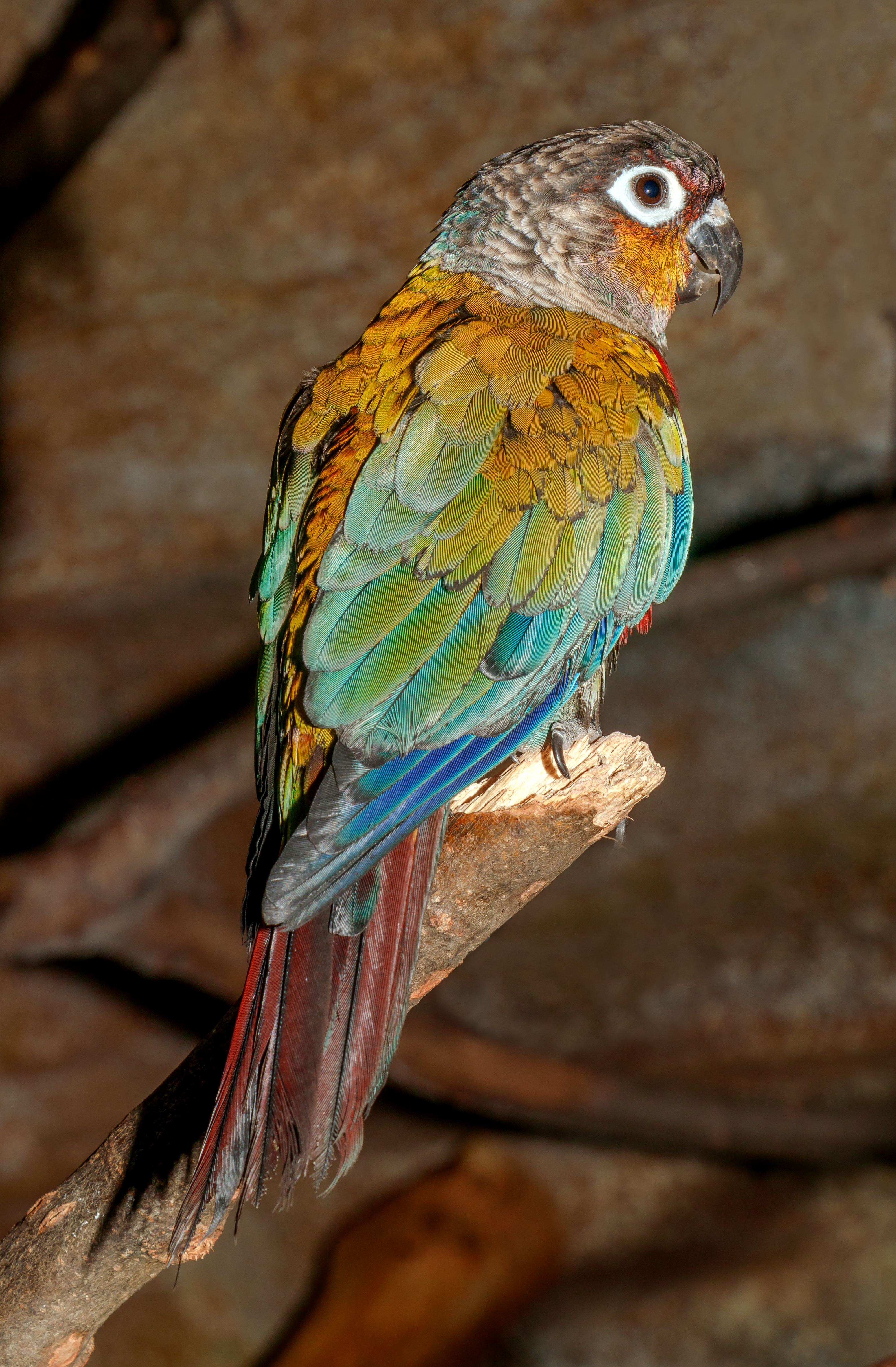
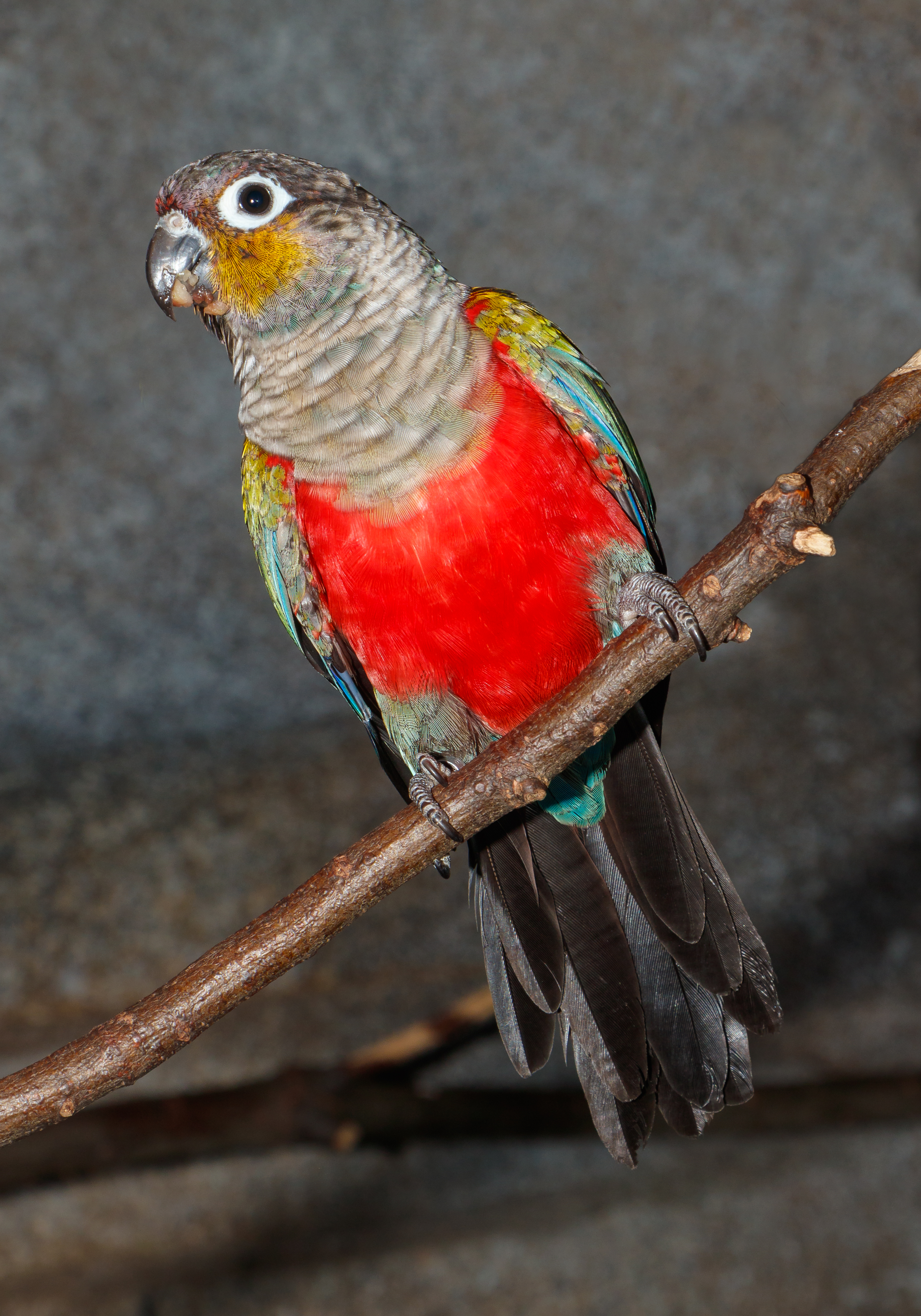